# Massum Faryar

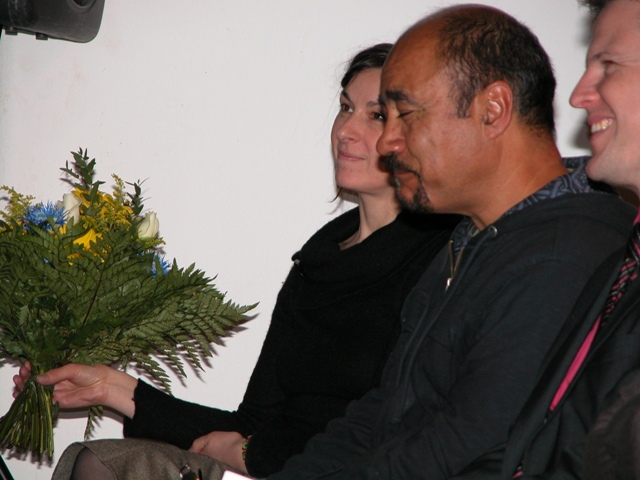
Massum Faryar (Mitte), Zsuzsa Bánk, Jürgen Nielsen-Sikora 2008 in Mannheim

Massum Faryar (* 1959 in Herat, Afghanistan) ist ein afghanischer deutschsprachiger Autor und Übersetzer.

## Leben
Massum Faryar legte in Afghanistan sein Abitur ab und kam 1982 nach Deutschland, wo er in München Germanistik studierte. Er lebt heute in Berlin, wo er als Übersetzer und Autor tätig ist. Im Jahr 2005 promovierte Faryar an der FU Berlin mit der Arbeit Fenster zur Zeitgeschichte: eine monographische Studie zu Ota Filip und seinem Werk.
Beim Internationalen Kurzgeschichtenwettbewerb der Stadt Mannheim und des Andiamo Verlags grenzen.überschreiten, Migration und Europa, erhielt er für seinen Beitrag Der Rucksack 2008 eine Sonderauszeichnung des Vereins KulturQuer-QuerKultur. Als „beklemmend aktuell, erzählerisch versiert und für einen breiten Leserkreis spannend und zugleich informativ“ würdigte die Jury seine Erzählung.
Sein Roman Buskaschi – oder Der Teppich meiner Mutter erschien 2015 bei Kiepenheuer & Witsch (und als Audio-Book bei Random House Audio). Dem Werk wurde bereits vor der Publikation in der Frühjahrsausgabe des englischsprachigen Magazins New Books in German eine ganze Seite gewidmet.
Für seine literarische Arbeit erhielt der Autor mehrere Stipendien, z. B. das Alfred-Döblin-Stipendium, ein Stipendium des Hamburger Instituts für Sozialforschung, das Stipendium Dresdner Stadtschreiber. Im Jahr 2017 war der Autor Stipendiat der Deutschen Akademie Rom Villa Massimo. 2021 war er Stadtschreiber von Halle (Saale). 2023 von Rheinsberg (Ostprignitz-Ruppin)
Massum Faryar zu seinem literarischen Werdegang:

„Meine Liebe zur Literatur und Poesie habe ich bereits als Kind entdeckt. Bereits in meiner Schulzeit habe ich sowohl Gedichte als auch Kurzgeschichten im literarischen Magazin Herat und in der Herater Tageszeitung veröffentlicht. In den 80er und 90er Jahren habe ich auf Persisch geschrieben und in den afghanischen Exilblättern veröffentlicht. Es waren vor allem Gedichte, politische Essays, literaturkritische Texte, Übersetzungen deutscher Kurzgeschichten und Drehbücher. Es handelt sich also bei mir um einen Wechsel der Sprache von Dari ins Deutsche, und nicht um literarischen Neubeginn, wie manchmal geschrieben wurde. Eins ist allerdings wahr: Buzkashi ist mein erster Roman, den ich schreibe.“

## Veröffentlichungen
- Baqe Afsanah (Der Garten der Märchen), ins Persische übersetzte ausgewählte Märchen der Brüder Grimm in zwei Bänden; im Auftrag des Goethe-Instituts, Kabul 2004 (Saba)
- Fenster zur Zeitgeschichte: eine monographische Studie zu Ota Filip und seinem Werk, 2005
- Der Rucksack, in: grenzen.überschreiten - ein europa-lesebuch, Mannheim 2008
- Die Burg, Erzählung, in: MAGNUM, Dresden 2010
- Taskera, Erzählung, in: MAGNUM, Dresden 2010
- Buskaschi – oder Der Teppich meiner Mutter. Roman. Kiepenheuer&Witsch, Köln 2015, ISBN 978-3-462-04674-8.